# Nilsolfågel
Nilsolfågel (Hedydipna metallica) är en liten afrikansk fågel i familjen solfåglar inom ordningen tättingar.

## Kännetecken

### Utseende
Nilsolfågeln är en mycket liten fågel med en kroppslängd på 9-10 centimeter, även om hanens långa stjärt lägger till ytterligare 4,5-6,5. Den har en tunn och nedböjd men påtagligt kort näbb samt borstspetsad tubformad tunga, båda anpassningar till solfåglarnas föda nektar. I häckningsdräkt (december till juli) är hanen omisskännlig med det långa smala stjärtsprötet, svart, i vissa vinklar lilaglänsande bröst, gul buk och grönglansig ovansida. I övriga dräkter är den istället gråbrun ovan, buken är gulvit och strupen smutsvit samt saknar de förlängda stjärtfjädrarna.

### Läten
Har liknande läten som palestinasolfågeln, det vill säga visslande och elektriskt smackande. Sången är en ljusröstad upprepad ramsa med hårda, drillande ljud.

## Utbredning och systematik
Fågeln häckar från Egypten (huvudsakligen i Nildalen) till Sudan, nordöstra Sydsudan, Eritrea, norra Etiopien, Djibouti och nordvästra Somalia. Den häckar även på Arabiska halvön i sydvästra Saudiarabien, Jemen och sydvästra Oman. Utanför häckningstid besöker den norra Egypten i Kairo-trakten samt norra östra Somalia. Den behandlas som monotypisk, det vill säga att den inte delas in i några underarter.

## Levnadssätt
Nilsolfågeln påträffas i torra buskmarker och trädgårdar nära bevattningsanläggningar, från havsnivån till 2200 meters höjd. Den livnär sig av nektar, men också insekter. Fågeln lägger ägg i april-maj i Egypten, januari-november i Sudan, december-maj i Saudiarabien, mars-april i Jemen och maj i Oman.

## Status och hot
Arten har ett stort utbredningsområde och en stor population med stabil utveckling som inte tros vara utsatt för något substantiellt hot. Utifrån dessa kriterier kategoriserar internationella naturvårdsunionen IUCN arten som livskraftig (LC). Världspopulationen har inte uppskattats men den beskrivs som vanlig till lokalt mycket vanlig.